# Lionel Robbins
Lionel Charles Robbins, barone Robbins (Sipson, 22 novembre 1898 – Londra, 15 maggio 1984) è stato un economista inglese, conosciuto per la sua definizione di economia, e per i suoi apporti alle teorie economiche, scaturiti da basi marshalliane. È considerato uno dei più grandi esponenti della teoria Marginalista.

## Pensiero ed influenze
Robbins divenne famoso nell'ambiente accademico per la sua definizione di economia:
Seguace di William Stanley Jevons e Philip Wicksteed, Robbins fu influenzato da diversi economisti dell'Europa continentale: Léon Walras, Vilfredo Pareto, Eugen von Böhm-Bawerk, Friedrich von Hayek, Friedrich von Wieser e Knut Wicksell. Nel 1929 Robbins ottenne la cattedra alla London School of Economics and Political Science sostituendo Allyn Young. Qui ebbe i primi incontri col premio Nobel Hayek. Proprio in quel periodo alla LSE sotto Hayek si formò una nuova classe di economisti anglo-sassoni, tra i quali spiccano certamente John Hicks, Abba Lerner, Tibor Scitovsky e Nicholas Kaldor.
Robbins divenne quasi familiare con gli economisti continentali, tanto da inserirsi nel dibattito sul "calcolo economico" in uno stato socialista, a fianco di Ludwig von Mises e Friedrich von Hayek e contro Abba Lerner e Oskar Lange.
Inizialmente Robbins fu un feroce oppositore delle teorie keynesiane. Nel 1934, nel suo trattato sulla Grande depressione, incolpò parzialmente della crisi proprio queste teorie. Robbins vedeva la sua LSE come un baluardo contro Cambridge, ateneo popolato da keynesiani e marshalliani.
Nonostante (tra le autorità della LSE) Robbins sia rimasto negli strascichi, l'economista britannico è anche uno dei maggiori responsabili del sistema educativo e universitario inglese odierno. Tra il 1961 e il 1964 guidò una commissione che stilò il cosiddetto Robbins Report, ossia un programma in tema universitario adottato dal governo di allora, che prevedeva una forte espansione degli atenei, espansione che avvenne infatti a partire dagli anni '60. Nel 1968 venne nominato Chancellor (ossia rettore) dell'University of Stirling.
Nell'ultima parte della sua vita tornò allo studio della Storia del pensiero economico, studio dal quale nacquero diverse pubblicazioni.
Nel 1959 ottenne il titolo di Lord, diventando Baron Robbins.

## Pubblicazioni
I primi saggi di Robbins erano estremamente combattivi e mettevano l'accento sulla soggettività della teoria del valore. Nel 1932 scrisse un famoso saggio sulla metodologia economica (Essay on the Nature and Significance of Economic Science). I suoi lavori sul prezzo (lavori scritti tra il 1930 e il 1934) abbracciano totalmente la teoria del "costo alternativo" di Friedrich von Wieser. Le sue critiche alle teorie della representative firm di Marshall (1928) e alle teorie di Arthur Cecil Pigou (1932 e 1938) furono decisive per la fine dell'egemonia del pensiero marshalliano nel mondo accademico.
L'opera che diede fama continentale a Robbins fu Essay on the Nature and Significance of Economic Science, nel quale ridefinì il ruolo che secondo lui aveva l'economia, ossia "lo studio della condotta umana nel momento in cui, data una graduatoria di obiettivi, si devono operare delle scelte su mezzi scarsi applicabili ad usi alternativi" (1932). Il suo stile, la sua difesa a priori delle teorie esposte e gli attacchi decisi contro le teorie marshalliane ricordano molto i saggi di Ludwig von Mises.

## Opere
- Dynamics of Capitalism, 1926
- The Optimum Theory of Population, 1927
- The Representative Firm, 1928
- On a Certain Ambiguity in the Conception of Stationary Equilibrium, 1930
- Essay on the Nature and Significance of Economic Science, 1932 (trad. it. Saggio sulla natura e l'importanza della scienza economica, 1953)
- Remarks on the Relationship between Economics and Psychology, 1934
- Remarks on Some Aspects of the Theory of Costs, 1934
- The Great Depression, 1934 (trad. it. Di chi la colpa della grande crisi? E la via di uscita, 1935)
- The Place of Jevons in the History of Economic Thought, 1936
- Economic Planning and International Order, 1937 (trad. it. Il federalismo e l'ordine economico internazionale, 1985)
- Interpersonal Comparisons of Utility: A Comment, 1938
- The Economic Basis of Class Conflict and Other Essays in Political Economy, 1939 (trad. it. parziale La base economica dei conflitti di classe, 1980)
- The Economic Causes of War, 1939 (trad. it. Le cause economiche della guerra, 1944)
- The Economic Problem in Peace and War, 1947
- The Theory of Economic Policy in English Classical Political Economy, 1952 (trad. it. La teoria della politica economica nella economia politica classica inglese, 1956)
- Robert Torrens and the Evolution of Classical Economics, 1958
- Politics and Economics, 1963 (trad. it. Politica ed economia, 1965)
- The University in the Modern World, 1966
- The Theory of Economic Development in the History of Economic Thought, 1968 (trad. it. La teoria dello sviluppo economico nella storia del pensiero economico, 1970)
- Jacob Viner: A tribute, 1970
- The Evolution of Modern Economic Theory, 1970
- Autobiography of an Economist, 1971
- Political Economy, Past and Present, 1976
- Against Inflation, 1979
- Higher Education Revisited, 1980
- Economics and Political Economy, 1981
- A History of Economic Thought: the LSE Lectures, 1998 (trad. it. La misura del mondo. Breve storia del pensiero economico, 2001)